# Cupa Laver 2017
Cupa Laver 2017 a fost prima ediție a Cupei Laver, turneul de tenis masculin între echipe din Europa și restul lumii. S-a jucat pe terenuri cu suprafață dură, în interior, la Arena O2 din Praga, Republica Cehă, în perioada 22–24 septembrie.
Echipa Europa a câștigat turneul inaugural cu scorul de 15-9.

## Participanți
| Echipa Europa                | Echipa Europa |
| ---------------------------- | ------------- |
| Căpitan: Björn Borg          |               |
| Vice-căpitan: Thomas Enqvist |               |
| Jucător                      | Poz*          |
| Rafael Nadal                 | 1             |
| Roger Federer                | 2             |
| Alexander Zverev             | 4             |
| Marin Čilić                  | 5             |
| Dominic Thiem                | 7             |
| Tomáš Berdych                | 19            |
| Fernando Verdasco (Rez.)     | 40            |

| Echipa Lume                   | Echipa Lume |
| ----------------------------- | ----------- |
| Căpitan: John McEnroe         |             |
| Vice-căpitan: Patrick McEnroe |             |
| Jucător                       | Poz*        |
| Milos Raonic                  | 11          |
| Sam Querrey                   | 16          |
| John Isner                    | 17          |
| Nick Kyrgios                  | 20          |
| Jack Sock                     | 21          |
| Juan Martín del Potro         | 24          |
| Denis Șapovalov               | 51          |
| Frances Tiafoe                | 72          |
| Thanasi Kokkinakis (Rez.)     | 215         |

|  | S-a retras |
|  | A înlocuit |

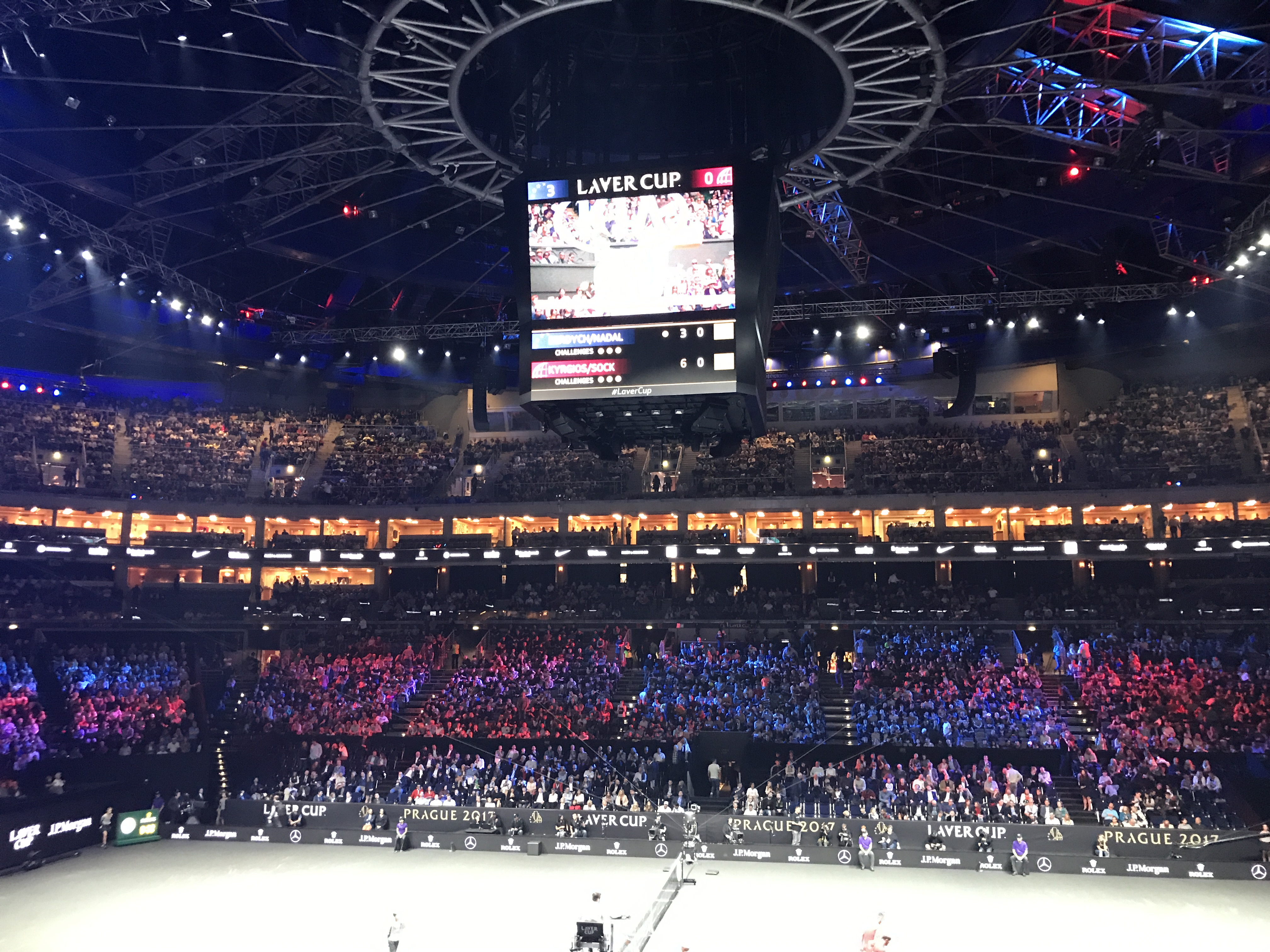
Arena O2 din Praga în prima zi a evenimentului.

- Clasament simplu masculin la 18 septembrie 2017
- Rez = Rezervă

## Rezultate
| Dată               | Probă  | Europa                     | Scor                | Restul Lumii           | Puncte |
| ------------------ | ------ | -------------------------- | ------------------- | ---------------------- | ------ |
| 22 septembrie 2017 | simplu | Marin Čilić                | 7-63, 7-60          | Frances Tiafoe         | 1-0    |
| 22 septembrie 2017 | simplu | Dominic Thiem              | 615-7, 7-62, [10-7] | John Isner             | 2-0    |
| 22 septembrie 2017 | simplu | Alexander Zverev           | 7-63, 7-65          | Denis Șapovalov        | 3-0    |
| 22 septembrie 2017 | dublu  | Tomáš Berdych Rafael Nadal | 3-6, 7-67, [7-10]   | Nick Kyrgios Jack Sock | 3-1    |
| 23 septembrie 2017 | simplu | Roger Federer              | 6-4, 6-2            | Sam Querrey            | 5-1    |
| 23 septembrie 2017 | simplu | Rafael Nadal               | 6-3, 3-6, [11-9]    | Jack Sock              | 7-1    |
| 23 septembrie 2017 | simplu | Tomáš Berdych              | 6-4, 64-7, [6-10]   | Nick Kyrgios           | 7-3    |
| 23 septembrie 2017 | dublu  | Roger Federer Rafael Nadal | 6-4, 1-6, [10-5]    | Sam Querrey Jack Sock  | 9-3    |
| 24 septembrie 2017 | dublu  | Tomáš Berdych Marin Čilić  | 65-7, 66-7          | John Isner Jack Sock   | 9-6    |
| 24 septembrie 2017 | simplu | Alexander Zverev           | 6-4, 6-4            | Sam Querrey            | 12-6   |
| 24 septembrie 2017 | simplu | Rafael Nadal               | 5-7, 61-7           | John Isner             | 12-9   |
| 24 septembrie 2017 | simplu | Roger Federer              | 4-6, 7-66, [11-9]   | Nick Kyrgios           | 15-9   |